# Kreis Oranienburg
| Basisdaten                              | Basisdaten                                                       |
| --------------------------------------- | ---------------------------------------------------------------- |
| Bezirk der DDR                          | Potsdam                                                          |
| Kreisstadt                              | Oranienburg                                                      |
| Fläche                                  | 857 km² (1989)                                                   |
| Einwohner                               | 128.817 (1989)                                                   |
| Bevölkerungsdichte                      | 150 Einwohner/km² (1989)                                         |
| Kfz-Kennzeichen                         | D und P (1953–1990) DN, DO, PN und PO (1974–1990) OR (1991–1993) |
|                                         |                                                                  |
| Der Kreis Oranienburg im Bezirk Potsdam |                                                                  |

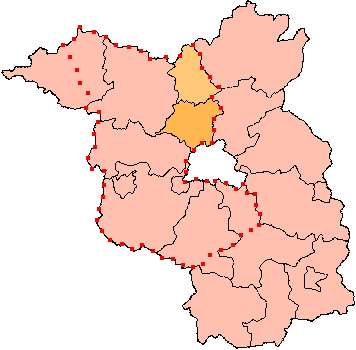
Kreise Oranienburg und Gransee im Land Brandenburg. Innerhalb der roten Punkte lag der Bezirk Potsdam

Der Kreis Oranienburg war ein deutscher Landkreis. Er gehörte von 1952 bis 1990 zum Bezirk Potsdam der Deutschen Demokratischen Republik (DDR). Von 1990 bis 1993 bestand er als Landkreis Oranienburg im Land Brandenburg fort. Sein Gebiet liegt heute im Landkreis Oberhavel in Brandenburg. Sein Verwaltungssitz war die Stadt Oranienburg.

## Nachbarkreise
Der Kreis Oranienburg grenzte im Süden an die Stadt Berlin (mit ihren Bezirken Reinickendorf und Pankow), im Westen an die Kreise Nauen und Neuruppin, im Norden an den Kreis Gransee sowie im Osten an den Kreis Bernau.

## Geschichte
Der Kreis Oranienburg, zu Beginn noch Landkreis Oranienburg, wurde im Zuge der Verwaltungsreform, die am 25. Juli 1952 in Kraft trat, aus Teilen der Landkreise Niederbarnim, Osthavelland und Ruppin gebildet.

## Kreisangehörige Städte und Gemeinden
Aufgeführt sind alle Orte, die am 25. Juli 1952 bei Einrichtung des Kreises Oranienburg eigenständige Gemeinden waren. 
- Bärenklau (heute ein Ortsteil der Gemeinde Oberkrämer)
- Beetz (am 1. Januar 1962 wurde Ludwigsaue eingemeindet) (heute ein Ortsteil der Stadt Kremmen)
  - Bernöwe (am 1. April 1974 nach Schmachtenhagen eingemeindet[3])
- Bergfelde (heute Ortsteil der Stadt Hohen Neuendorf)
- Birkenwerder
- Bötzow (heute ein Ortsteil der Gemeinde Oberkrämer)
- Borgsdorf (heute Ortsteil der Stadt Hohen Neuendorf)
- Eichstädt (heute ein Ortsteil der Gemeinde Oberkrämer)
- Flatow (heute ein Ortsteil der Stadt Kremmen)
- Freienhagen (heute ein Ortsteil der Stadt Liebenwalde)
- Friedrichsthal (heute ein Ortsteil der Stadt Oranienburg)
- Germendorf (heute ein Ortsteil der Stadt Oranienburg)
- Glienicke (heute Gemeinde Glienicke/Nordbahn)
- Groß-Ziethen (heute ein Ortsteil der Stadt Kremmen)
- Hammer (heute ein Ortsteil der Stadt Liebenwalde)
- Hennigsdorf
- Hohenbruch (heute ein Ortsteil der Stadt Kremmen)
- Hohen Neuendorf (Kernstadt ist heute Ortsteil der Stadt Hohen Neuendorf)
- Kremmen (Kernstadt heute ein Ortsteil der Stadt Kremmen)
- Kreuzbruch (heute ein Ortsteil der Stadt Liebenwalde)
- Leegebruch
- Lehnitz (heute ein Ortsteil der Stadt Oranienburg)
- Liebenwalde (Kernstadt ist heute ein Ortsteil der Stadt Liebenwalde)
- Liebenthal (heute ein Ortsteil der Stadt Liebenwalde)
  - Ludwigsaue (am 1. Januar 1962 nach Beetz eingemeindet[3], heute ein Gemeindeteil der Stadt Kremmen)
- Malz (heute ein Ortsteil der Stadt Oranienburg)
- Marwitz (heute ein Ortsteil der Gemeinde Oberkrämer)
- Mühlenbeck (heute ein Ortsteil der Gemeinde Mühlenbecker Land)
- Nassenheide (heute ein Ortsteil der Gemeinde Löwenberger Land)
- Neuendorf (heute ein Ortsteil der Gemeinde Löwenberger Land)
- Neuholland (heute ein Ortsteil der Stadt Liebenwalde)
- Neu-Vehlefanz (heute ein Ortsteil der Gemeinde Oberkrämer)
- Oranienburg, Kreisstadt
  - Sachsenhausen (am 1. April 1974 nach Oranienburg eingegliedert[3]) (heute ein Ortsteil der Stadt Oranienburg)
- Schildow (heute ein Ortsteil der Gemeinde Mühlenbecker Land)
- Schmachtenhagen (am 1. April 1974 wurde Bernöwe eingemeindet) (heute ein Ortsteil der Stadt Oranienburg)
- Schönfließ (heute ein Ortsteil der Gemeinde Mühlenbecker Land)
- Schwante (heute ein Ortsteil der Gemeinde Oberkrämer)
- Sommerfeld (heute ein Ortsteil der Stadt Kremmen)
- Staffelde (heute ein Ortsteil der Stadt Kremmen)
- Stolpe-Dorf (in den 1950er Jahren zunächst Stolpe,[4] heute ein Ortsteil der Stadt Hohen Neuendorf)
- Stolpe-Süd (heute ein Ortsteil der Stadt Hennigsdorf)
- Teschendorf (heute ein Ortsteil der Gemeinde Löwenberger Land)
- Vehlefanz (heute ein Ortsteil der Gemeinde Oberkrämer)
- Velten
- Wensickendorf (heute ein Ortsteil der Stadt Oranienburg)
- Zehlendorf (heute ein Ortsteil der Stadt Oranienburg)
- Zühlsdorf (heute ein Ortsteil der Gemeinde Mühlenbecker Land)

Im Mai 1990 wurde Karl-Heinz Schröter zum Landrat gewählt. Am 17. Mai 1990 wurde der Kreis in Landkreis Oranienburg umbenannt. Anlässlich der deutschen Wiedervereinigung wurde der Landkreis am 3. Oktober 1990 ein Teil des Landes Brandenburg. 1992 bilden sich die Verwaltungsgemeinschaft Amt Oranienburg-Land und Amt Liebenwalde und Amt Schildow.
Bei der grundlegenden Kreisreform 1993 in Brandenburg wurde der Landkreis Oranienburg am 6. Dezember 1993 mit dem Landkreis Gransee zum Landkreis Oberhavel zusammengelegt. Die Kreisverwaltung behielt ihren Sitz in Oranienburg.

## Kfz-Kennzeichen
Den Kraftfahrzeugen (mit Ausnahme der Motorräder) und Anhängern wurden von etwa 1974 bis Ende 1990 dreibuchstabige Unterscheidungszeichen, die mit den Buchstabenpaaren DN, DO, PN und PO begannen, zugewiesen. Die letzte für Motorräder genutzte Kennzeichenserie war DX 70-01 bis DX 99-99.
Anfang 1991 erhielt der Landkreis das Unterscheidungszeichen OR. Es wurde bis Ende 1993 ausgegeben.